# Забор (остров)
Забо́р — остров архипелага Северная Земля. Административно относится к Таймырскому Долгано-Ненецкому району Красноярского края.

## География
Расположен в Карском море в западной части архипелага на входе в залив Узкий на расстоянии около 700 метров к западу от полуострова Жилой — западного полуострова острова Октябрьской Революции. В районе острова лежит несколько других малых островов Северной Земли: Обманный — в 4 километрах к юго-востоку, Базовый — в 2 километрах к юго-востоку, острова Колосова — в 3 с небольшим километрах к юго-западу, Близкий — в 4,35 километрах к северо-востоку и Пустой — в 6,4 километрах к северу.

## Описание
Имеет узкую вытянутую с запада на восток форму длиной 1,1 километр и шириной около 450 метров. Существенных возвышенностей нет. Берега ровные и пологие. Редкая растительность — лишайники и короткая, жёсткая трава.

## Топографические карты
- Лист карты T-46-IV,V,VI ледн. Альбанова. Масштаб: 1 : 200 000. Состояние местности на 1984-1988 год. Издание 1992 г.